# Axinaea oblongifolia
Axinaea oblongifolia är en tvåhjärtbladig växtart som först beskrevs av Célestin Alfred Cogniaux, och fick sitt nu gällande namn av John Julius Wurdack. Axinaea oblongifolia ingår i släktet Axinaea och familjen Melastomataceae. Inga underarter finns listade i Catalogue of Life.